# Jeroen de Wit
Jeroen de Wit (Rijen, 17 september 2000) is een Nederlandse filmmaker en editor. Hij is bekend van zijn documentaire Don't Litter Roadside (2017), die vertoond is op onder andere het San Francisco International Film Festival.

## Biografie
De Wit maakte in 2017 zijn debuut als filmmaker met zijn documentaire over plastic vervuiling. Daarvoor maakte hij (sinds 2013) video's voor op zijn YouTubekanaal.
In 2016 richtte hij zijn eigen videoproductiebedrijf genaamd Vlimse op, waarmee hij door The Next Web werd gekozen als een van de 500 meest veelbelovende digitale tech-talenten.

## Filmografie
Als editor:
- Collier (2018) (nominatie best editor 48HFP Amsterdam 2018)
- 24 Uur Overleven Zonder Geld (2018)
- Schoon Genoeg (2017)
- Don't Litter Roadside (2017).

Naast editor is hij ook regisseur en producent. Vertoond op o.a. lokale tv in Gilze-Rijen, RIYFF (Noorwegen 2017), het San Francisco International Film Festival (USA 2018) en het Sarasota Film Festival (USA 2018). Heeft de Gouden Kolibrie Award gewonnen tijdens het Cinekid Festival.